# نبرد ماتسوکاوا
نبرد ماتسوکاوا (به ژاپنی: 松川の戦い まつかわのたたかい)، یکی از نبردهای وابسته به لشکرکشی سکیگاهارا بود که در ۲۸ مه ۱۶۰۱، به وقوع پیوست. این نبرد در شمال ژاپن بین ارتش داته ماسامونه که از پیروزی ارتش شرقی در نبرد سکیگاهارا استفاده کرده بود و به سمت جنوب به منطقه فوکوشیما حرکت کرده بود و ارتش خاندان اوئه‌سوگی به رهبری هونجو شیگه‌ناگا که زیر نظر اوئه‌سوگی کاگه‌کاتسو از قلعه آیزو-واکاماتسو بود، درگرفت.